# Four Corners (Kanada)

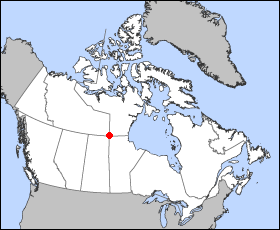
Four Corners in Kanada

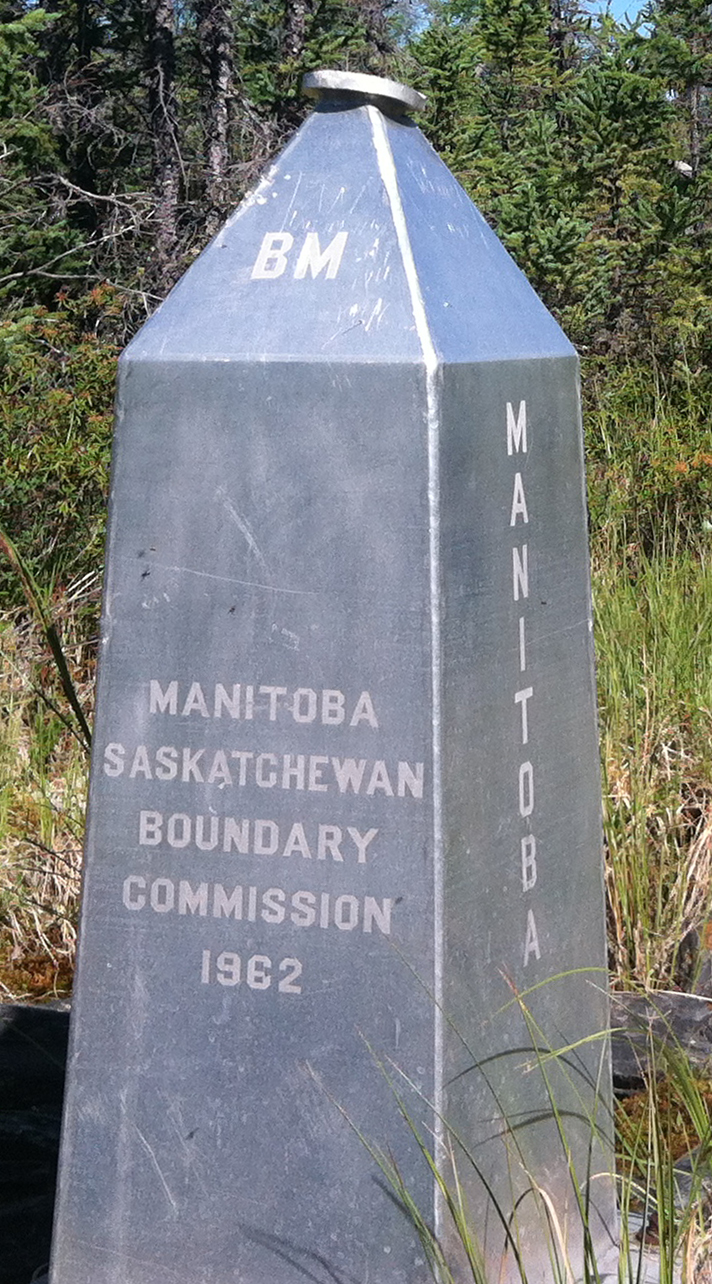
Obelisk

Four Corners [fɔː ˈkɔːnəz] (deutsch Vier Ecken) ist die Bezeichnung für ein Vierländereck in Kanada, an dem je zwei Provinzen und Territorien aufeinandertreffen. Dabei handelt es sich um die Provinzen Saskatchewan im Südwesten und Manitoba im Südosten sowie die Nordwest-Territorien im Nordwesten und das Territorium Nunavut im Nordosten.
Das Vierländereck entstand am 1. April 1999 mit der Gründung von Nunavut. Es befindet sich nahe dem Südufer des Kasba Lake in einer menschenleeren Gegend, Hunderte von Kilometern von der nächsten Siedlung entfernt. Markiert wird der Punkt durch einen aus Aluminium bestehenden Obelisken von einem Meter Höhe. Er wurde 1962, also noch vor der Entstehung Nunavuts, errichtet, um die Grenzen von Saskatchewan, Manitoba und der Distrikte Mackenzie und Keewatin der Nordwest-Territorien zu kennzeichnen.